# Ludwik Miksa
Ludwik Miksa (ur. 10 lipca 1883 w Kętach, zm. 17 lipca 1956 w Nowym Jorku) – duchowny baptystyczny, prezes Związku Zborów Słowiańskich Baptystów w Polsce.

## Życiorys
W 1904 związał się w Bratysławie z ruchem baptystycznym. W 1919 ukończył studia w baptystycznym seminarium teologicznym w Hamburgu. W latach 1919–1921 był pastorem zboru w Katowicach, a w latach 1921-1933 w Ostrzeszowie. W 1925 został wybrany na stanowisko prezesa Związku Zborów Słowiańskich Baptystów w Polsce, które zajmował do wybuchu II wojny światowej w 1939. Równocześnie w latach 1925-1939 był redaktorem naczelnym miesięcznika „Słowo Prawdy”. W latach 1935–1939 prowadził wykłady w baptystycznym seminarium teologicznym w Łodzi.
W lipcu 1939 udał się na obrady Światowego Kongresu Baptystycznego w USA, skąd nie powrócił do kraju ze względu na wybuch wojny. Odtąd prowadził działalność duszpasterską w zborach słowiańskich w USA i Kanadzie, zwłaszcza w polskim zborze w Nowym Jorku.

## Życie osobiste
W 1921 poślubił Fridę z d. Stolzenberg, która zmarła w 1938. Małżeństwo było bezdzietne. Do końca życia pozostał wdowcem.